# 388 Market Street

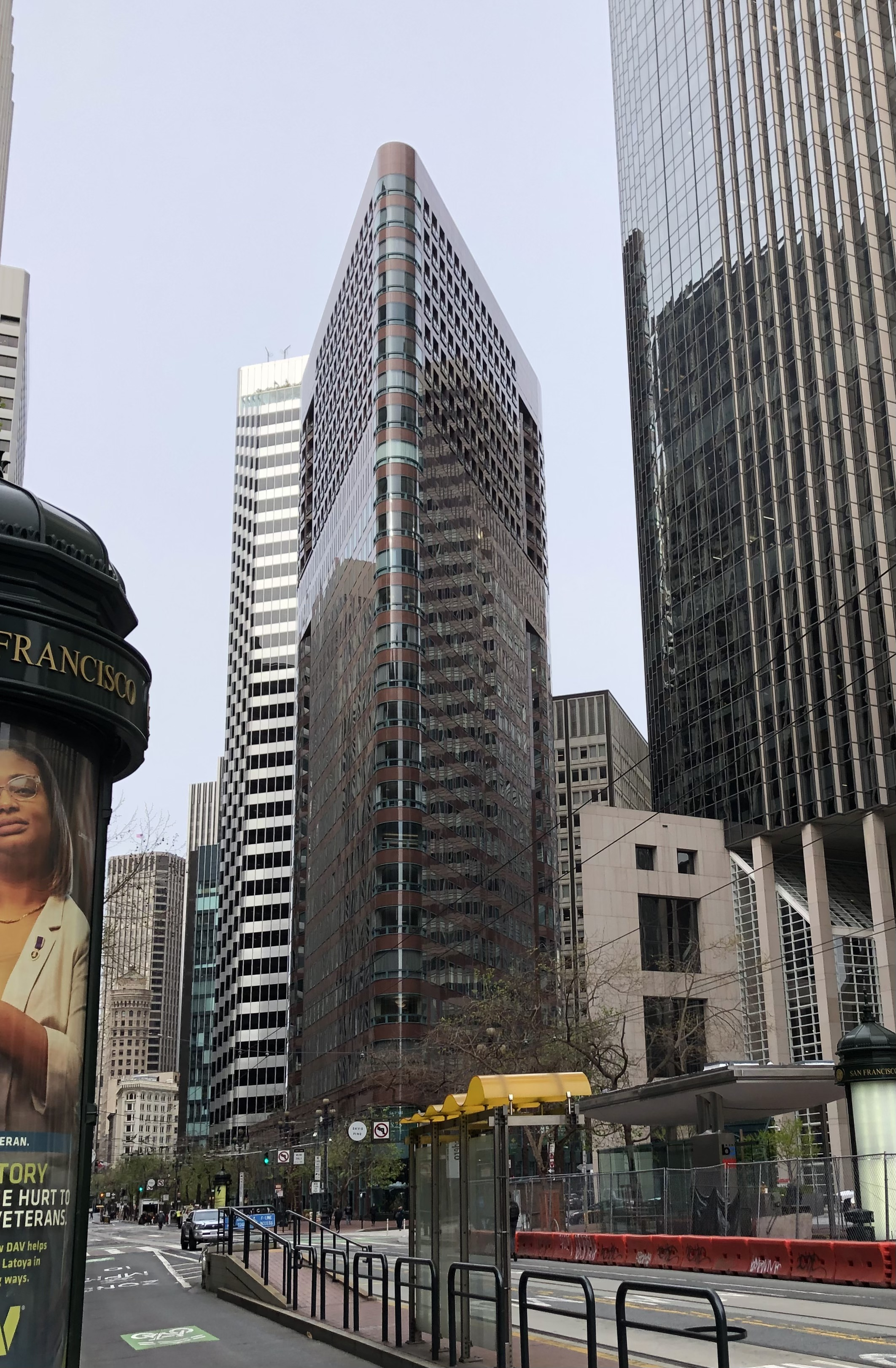
388 Market Street, Blick von Osten, 2023

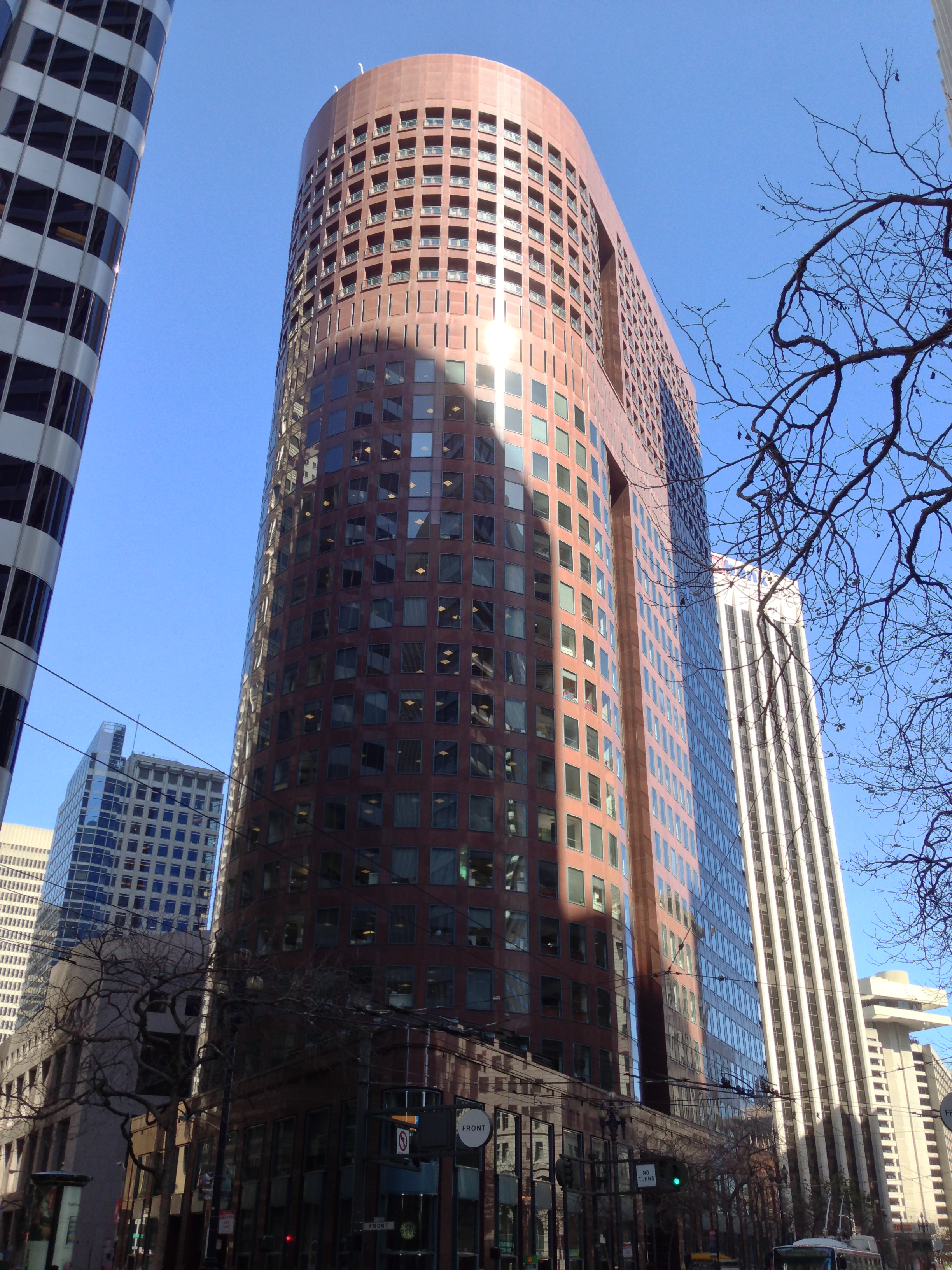
Westansicht, 2013

388 Market Street ist ein Hochhaus in San Francisco, Kalifornien.

## Lage
Das Gebäude befindet sich im Stadtteil Financial District in San Francisco. Es befindet sich auf der Nordwestseite der Market Street in einer Ecklage zur im spitzen Winkel von Westen einmündenden Pine Street. Westlich des Gebäudes verläuft die Front Street.

## Architektur und Geschichte
Das 27-geschossige Haus wurde von Skidmore, Owings and Merrill entworfen und 1986 fertiggestellt. Andere Angaben nennen 24 oberirdische Geschosse. Die Höhe beträgt 94 Meter. Markant ist die aufgrund der Ecklage spitz nach Osten zulaufende Gebäudeform. Nach Westen besteht ein runder Abschluss, des somit grob dreieckigen Hauses. Bauherr und jetziger Eigentümer ist die Honorway Investment Corporation. Das Haus ruht auf einer zweigeschossigen Basis, in der Einzelhandelseinrichtungen bestehen. Daraus erwächst der eigentliche Turm, dessen westlicher Teil in Form eines Zylinders, der östliche als Prisma ausgestaltet ist. Die unteren 16 Geschosse sind für eine Büronutzung konzipiert. Insgesamt sind 23.482 m² Büroflächen vorhanden. Die Gesamtfläche umfasst 34.700 m². Es besteht ein Technikgeschoss und im oberen Teil sechs Geschosse mit Wohnungen. Für die Fassade wurde roter Granit eingesetzt.
Im Haus befinden sich auch fünf Restaurants sowie ein Fitness-Club.